# Рейд Дулиттла
Рейд Дулиттла (англ. Doolittle Raid) — военный рейд во время Второй мировой войны, в ходе которого 16 средних бомбардировщиков наземного базирования B-25 «Митчелл» 18 апреля 1942 под командованием подполковника Джеймса Дулиттла, взлетев с американского авианосца «Хорнет», впервые в этой войне атаковали территорию Японии. Рейд был проведён в ответ на японское нападение на Пёрл-Харбор (7 декабря 1941).

## Ход операции
18 апреля в 7:38, когда американский авианосец «Хорнет» находился в 650 милях от острова Хонсю и в 250 милях от запланированной точки вылета самолётов, его обнаружили два японских патрульных судна. Сопровождавший авианосец крейсер «Нэшвилл» потопил их, но от выловленных из воды японских моряков американцы узнали, что японцы успели сообщить об эскадре по радио.
Опасаясь, что противник поднимет авиацию и вышлет на перехват корабли, командующий эскадрой вице-адмирал Уильям Холси приказал немедленно готовиться к старту.
Впервые в мире бомбардировщики наземного базирования (B-25 «Митчелл») взлетали с короткой палубы авианосца.
Вылетевшая на рейд эскадрилья в 16 машин поразила 13 целей: металлургические, машиностроительные и химические предприятия, верфь, две электростанции, топливные склады и находившийся в порту Иокогамы лёгкий авианосец. По японским данным, на земле погибли 50 и были ранены 400 человек. На одной из оружейных фабрик возник крупный пожар.
Во время бомбардировки не было потеряно ни одного самолёта. Однако посадить бомбардировщики обратно на авианосец было невозможно, и планировалось приземление в восточных районах Китая. 15 бомбардировщиков достигли Китая. Четыре самолёта совершили жёсткую посадку на воду или рисовые поля и разбились. Три человека погибли, семеро получили травмы. Экипажи 11 самолётов выбросились с парашютами. Восемь американцев попали в японский плен. Трое — Дин Холлмарк, Уильям Фарроу и Гарольд Спад — в нарушение Женевской и Гаагской конвенций и обычаев войны были убиты 15 октября 1942 года. Роберт Меллер умер в лагере 1 декабря 1943 года.
Единственная уцелевшая машина под командой капитана Эдварда Йорка села на советском дальневосточном аэродроме «Унаши́» и была интернирована. Советский Союз, выполняя обязательства перед Японией по пакту о нейтралитете 1941 года, интернировал лётчиков (изначально же предполагалась посадка всех самолётов во Владивостоке, однако СССР не дал на это согласие по той же причине). Экипаж был доставлен сначала в г. Оханск Молотовской области, где они провели 8 месяцев, а затем сначала в Ташкент, а далее в Ашхабад, где 11 мая 1943 года, под видом ложного побега, они были переданы в британскую зону оккупации в Иране. Оттуда, по Трансиранскому маршруту поставок по ленд-лизу, они попали на родину. Таким же маршрутом для «побега» пользовались и остальные команды американских бомбардировщиков, которые после получения повреждений, исключавших возвращение на американскую территорию, садились на территории СССР. После разглашения одним из пилотов информации об этом в американских газетах, этот маршрут был изменён.

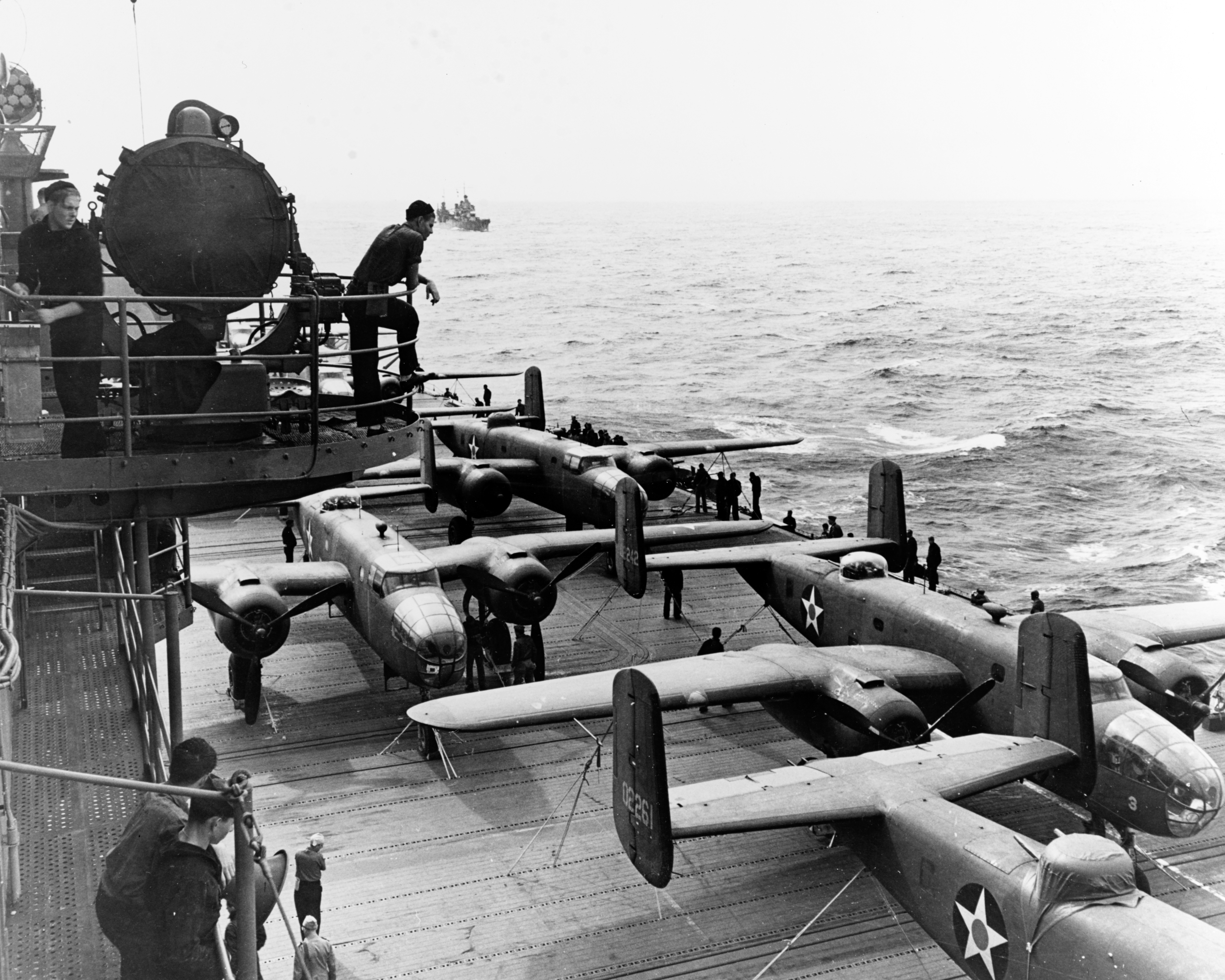
B-25 «Митчел» на борту авианосца «Хорнет», 18 апреля 1942 года

Налёт имел малое военное, но большое политическое значение.

## Память
В ноябре 2016 года малозаметный стратегический бомбардировщик B-21, разрабатываемый компанией Northrop Grumman для ВВС США в рамках программы Long Range Strike Bomber (LRS-B; с англ. — «дальний ударный бомбардировщик»), получил имя «Рейдер» (Raider с англ. — «в авиации: самолёт-бомбардировщик, участвующий в воздушном налёте») в честь пилотов-участников рейда Дулиттла. На официальной церемонии оглашения имени проектируемого самолёта присутствовал лейтенант-полковник в отставке Ричард Ю. Коул (1915—2019), единственный живой на тот момент ветеран рейда.

## Отражение в искусстве
Уже в 1944 году был снят художественный фильм «Тридцать секунд над Токио» (англ. Thirty Seconds Over Tokyo), посвящённый этому событию.
В фильмах «Пёрл-Харбор» (2001) и «Мидуэй» (2019) одна из сюжетных линий посвящена рейду; кроме того, продемонстрирован процесс подготовки самолётов и экипажей.